# Upeneus japonicus
Upeneus japonicus (Houttuyn, 1782) è un pesce perciforme appartenente alla famiglia Mullidae.

## Distribuzione e habitat
Vive al largo delle coste del Giappone, dove nuota fino a 200 m di profondità in zone con fondali sabbiosi.

## Descrizione
Può raggiungere i 20 cm di lunghezza, ma solitamente non supera i 15,7. La pinna caudale è biloba, rossa e nera sul lobo inferiore e bianca barrata di arancione su quello superiore. La colorazione è variabile, ma frequentemente è rosa-grigiastra con aree rosse. I barbigli sono gialli e il ventre è biancastro.
Può essere confuso con Upeneus sundaicus, U. guttatus e U. pori; si distingue da quest'ultimo per la testa dalla forma più allungata, per la pinna caudale più corta e per la maggiore lunghezza dei barbigli.

## Alimentazione
Si nutre di invertebrati marini come molluschi e crostacei.